# Clinton N’Jie
Clinton Mua NJie (Buea, 1993. augusztus 15. –) kameruni válogatott labdarúgó, a Rapid București játékosa.

## Pályafutása

### Klubcsapatokban

#### Lyon
2011 nyarán érkezett Lyonba. Először az U19-es csapathoz csatlakozott, majd gyorsan felkerült a tartalékcsapatba Anthony Martial és Nabil Fekir mellé, a francia negyedosztályba. Első profi mérkőzését a 2012–13-as szezonban játszotta a Stade de Reims ellen 3–0-ra megnyert mérkőzésen. Első profi gólját a Mladá Boleslav ellen szerezte a 2014–2015-ös Európa-liga harmadik selejtezőkörében, 2–1-es győzelemhez segítve csapatát. Augusztus 13-án megszerezte első Ligue 1-es gólját a Lorient elleni 4–0-s győzelem alkalmával. A nap folyamán délelőtt, három évvel meghosszabbította a szerződését, 2019-ig a Lyonnal. A 2014-ben CAF Év Legígéretesebb Tehetsége díjra jelölték, de alulmaradt az algériai középpályással, Jaszin Brahimival szemben. Első szezonját a Lyon első csapatában 33 mérkőzésen nyolc góllal és hét gólpasszal zárta, annak ellenére, hogy 30 bajnoki mérkőzésének csak a felén volt kezdő, mivel ő volt a Lyon támadósorának tartalék játékosa Nabil Fekir és Alexandre Lacazette mellett. N'Jie 73%-os kaput eltaláló lövési aránnyal zárta a szezont, csak a Paris Saint-Germain játékosa, Zlatan Ibrahimović végzett előtte, aki 74%-os arányt ért el az idény során.

#### Tottenham Hotspur
2015. augusztus 15-én az angol Tottenham Hotspur bejelentette, hogy a klub megállapodott a Lyonnal N'Jie szerződtetéséről, a nemzetközi engedély és a munkavállalási engedély megszerzésének függvényében. Végül ötéves szerződést írt alá új csapatával, az átigazolási díjat pedig 12 millió euróra (8,3 millió fontra) becsülték. Szeptember 17-én debütált a Spurs színeiben egy Qarabağ elleni Európa Liga-csoportmérkőzésen, csereként Andros Townsend helyére beállva. 2015. december 10-én a Monaco elleni Európa Liga-csoportmérkőzésen elszakadt a belső oldalszalagja (MCL), miután Jérémy Toulalan felrúgta. Később térdműtéten kellett átesnie, gyógyulását 1-2 hónapra becsülték. A felépülése alatt a sérült csapattárssal, Jan Vertonghennel dolgozott együtt, végül 2016. május 8-án, a Southampton elleni Premier League mérkőzésen tért vissza, és ez volt az utolsó meccse a szezonban.
Összesen 8 alkalommal lépett pályára (mindig csereként) a Tottenham színeiben a Premier League-ben. A leghosszabb idő, amit egy mérkőzésen a pályán töltött, 79 perc volt, amikor a sérült Nacer Chadli helyére állt be a Liverpool ellen.

#### Marseille

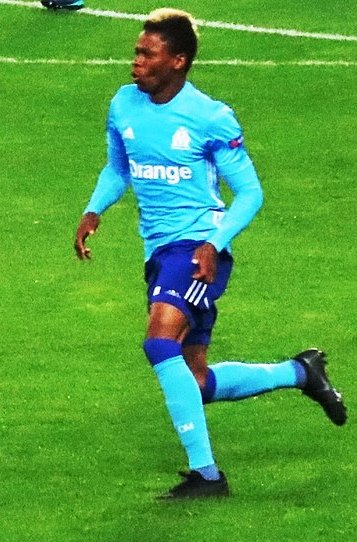
N'Jie a Marseille színeiben, 2018-ban

2016. augusztus 31-én visszatért egy idényre a francia élvonalba, kölcsönbe a Marseille csapatához. A Marseille-nek volt egy 7 millió eurós opciója a kölcsönszerződés végén, hogy megvásárolja őt, közben Georges-Kévin N’Koudou átigazolt a Tottenham csapatához. Szeptember 11-én debütált, William Vainqueur váltotta csereként a 68. percben a Nice elleni idegenbeli mérkőzésen, majd két héttel később megszerezte első gólját a Nantes elleni 2–1-es hazai győzelem alkalmával.
2017. július 16-án véglegesen leigazolta a Marseille. Augusztus 6-án, a Dijon elleni szezonnyitón a félidőben beállt a sérült csapatkapitány, Dimitri Payet helyére, és két gólt szerzett. A mérkőzés 3–0-s Marseille győzelemmel ért véget. Szeptember 17-én duplázott az Amiens elleni idegenbeli győzelem alkalmával. 2018. május 3-án pályára lépett az Európa-liga elődöntőjében az FC Red Bull Salzburg ellen. A Marseille ugyan 2–1-re kikapott idegenben, de összesítésben 3–2-es győzelmet aratott, amivel bebiztosította helyét a 2018-as Európa-liga-döntőben.

#### Gyinamo Moszkva
2019. július 25-én négyéves szerződést írt alá az orosz élvonalban szereplő Gyinamo Moszkvával. 2019. október 27-én megszerezte első gólját a Gyinamóban, a CSZKA Moszkva ellen 1–0-ra megnyert mérkőzésen. 2022. július 5-én közös megegyezéssel távozott a Gyinamótól.

#### Sivasspor
2022. július 29-én kétéves szerződést kötött a Sivassporral.

#### Rapid București
2024. szeptember 11-én kétéves szerződést kötött a román élvonalban szereplő Rapid București csapatával.

### A válogatottban

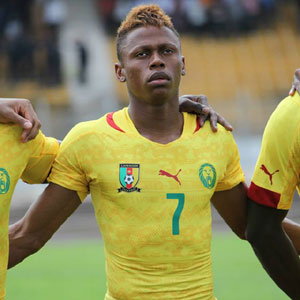
N'Jie a kameruni válogatottban, 2015-ben

2014. szeptember 6-án debütált a válogatottban a Kongói Demokratikus Köztársaság ellen, és gólt is szerzett a mérkőzésen. Négy nappal később kétszer is betalált az Ahmadou Ahidjo Stadionban, az Elefántcsontpart ellen 4–1-re megnyert mérkőzésen. Tagja volt a 2015-ös afrikai nemzetek kupáján részt vevő válogatottnak, és egy csoportmérkőzésen játszott, a 67. percben állt be csereként az Elefántcsontpart ellen 1–0-ra elveszített mérkőzésen. Szintén tagja volt a 2017-es afrikai nemzetek kupáján részt vevő válogatottnak, amit később meg is nyert a csapatával. 2022. február 3-án, a 2021-es Afrikai Nemzetek Kupáján a büntetőpárbajban kihagyta a tizenegyesét Egyiptom ellen. Ennek következtében Kamerun kiesett, míg Egyiptom biztosította helyét a döntőben, ahol Szenegál ellen játszott.

## Statisztika

### Klubcsapatokban
| Klub                   | Szezon           | Bajnokság        | Bajnokság | Bajnokság | Kupa  | Kupa  | Ligakupa | Ligakupa | Nemzetközi | Nemzetközi | Összes | Összes |
| Klub                   | Szezon           | Liga             | Mérk.     | Gólok     | Mérk. | Gólok | Mérk.    | Gólok    | Mérk.      | Gólok      | Mérk.  | Gólok  |
| ---------------------- | ---------------- | ---------------- | --------- | --------- | ----- | ----- | -------- | -------- | ---------- | ---------- | ------ | ------ |
| Lyon                   | 2012–13          | Ligue 1          | 4         | 0         | 0     | 0     | 0        | 0        | 0          | 0          | 4      | 0      |
| Lyon                   | 2013–14          | Ligue 1          | 3         | 0         | 0     | 0     | 0        | 0        | 3          | 0          | 6      | 0      |
| Lyon                   | 2014–15          | Ligue 1          | 30        | 7         | 1     | 0     | 0        | 0        | 2          | 1          | 33     | 8      |
| Lyon                   | Összesen         | Összesen         | 37        | 7         | 1     | 0     | 0        | 0        | 5          | 1          | 43     | 8      |
| Tottenham Hotspur      | 2015–16          | Premier League   | 8         | 0         | 0     | 0     | 1        | 0        | 5          | 0          | 14     | 0      |
| Marseille (kölcsönben) | 2016–17          | Ligue 1          | 22        | 4         | 1     | 0     | 0        | 0        | —          | —          | 23     | 4      |
| Marseille              | 2017–18          | Ligue 1          | 22        | 7         | 3     | 1     | 1        | 0        | 13         | 1          | 39     | 9      |
| Marseille              | 2018–19          | Ligue 1          | 17        | 3         | 0     | 0     | 1        | 0        | 3          | 0          | 21     | 3      |
| Marseille              | Összesen         | Összesen         | 61        | 14        | 4     | 1     | 2        | 0        | 16         | 1          | 83     | 16     |
| Gyinamo Moszkva        | 2019–20          | Premjer-Liga     | 19        | 1         | 0     | 0     | —        | —        | —          | —          | 19     | 1      |
| Gyinamo Moszkva        | 2020–21          | Premjer-Liga     | 23        | 4         | 1     | 0     | —        | —        | 1          | 0          | 25     | 4      |
| Gyinamo Moszkva        | 2021–22          | Premjer-Liga     | 19        | 1         | 3     | 0     | —        | —        | —          | —          | 22     | 1      |
| Gyinamo Moszkva        | Összesen         | Összesen         | 61        | 6         | 4     | 0     | 0        | 0        | 1          | 0          | 66     | 6      |
| Sivasspor              | 2022–23          | Süper Lig        | 19        | 2         | 1     | 1     | —        | —        | 9          | 0          | 29     | 3      |
| Karrier összesen       | Karrier összesen | Karrier összesen | 186       | 29        | 10    | 2     | 3        | 0        | 36         | 2          | 235    | 33     |

Jegyzetek
1. ↑  Tartalmazza: Francia Kupa, Angol Kupa, Orosz Kupa, Török Kupa
2. ↑  Tartalmazza: Francia Ligakupa, Angol Ligakupa
3. 1 2 3 4 5 6  Mérkőzése(i) az Európa Ligában
4. ↑  Mérkőzése(i) az Európa Ligában: (két mérkőzés) és az Európa Konferencia Ligában (hét mérkőzés)

### A válogatottban
| Kamerun  | Kamerun | Kamerun |
| Év       | Mérk.   | Gólok   |
| -------- | ------- | ------- |
| 2014     | 6       | 3       |
| 2015     | 8       | 3       |
| 2016     | 2       | 0       |
| 2017     | 4       | 1       |
| 2018     | 4       | 0       |
| 2019     | 6       | 2       |
| 2020     | 2       | 1       |
| 2021     | 2       | 0       |
| 2022     | 6       | 0       |
| 2023     | 2       | 0       |
| Összesen | 42      | 10      |

### Góljai a kameruni válogatottban
| #  | Dátum                | Ellenfél                        | Eredmény | Kiírás                            | Esemény     |
| -- | -------------------- | ------------------------------- | -------- | --------------------------------- | ----------- |
| 1. | 2014. szeptember 6.  | Kongói Demokratikus Köztársaság | 2 – 0    | Afrikai nemzetek kupája-selejtező | 45+1'       |
| 2. | 2014. szeptember 10. | Elefántcsontpart                | 4 – 1    | Afrikai nemzetek kupája-selejtező | 15' 76' 83' |
| 3. | 2015. március 30.    | Thaiföld                        | 3 – 2    | Barátságos mérkőzés               | 77' 90+1'   |
| 4. | 2015. június 6.      | Burkina Faso                    | 3 – 2    | Barátságos mérkőzés               | 85' 90'     |
| 5. | 2017. október 7.     | Algéria                         | 2 – 0    | Vb-selejtező                      | 25' 87'     |
| 6. | 2019. március 23.    | Comore-szigetek                 | 3 – 0    | Afrikai nemzetek kupája-selejtező | 75' 89'     |
| 7. | 2019. július 6.      | Nigéria                         | 2 – 3    | Afrikai nemzetek kupája           | 44' 70'     |
| 8. | 2020. november 12.   | Mozambik                        | 4 – 1    | Afrikai nemzetek kupája-selejtező | 64' 80'     |

## Sikerei, díjai

### Klubcsapatokban
Olympique Lyon
- Francia Ligakupa ezüstérmes: 2013–14

 Olympique Marseille
- Európa-liga ezüstérmes: 2017–18

### A válogatottban
Kamerun
- Afrikai nemzetek kupája: 2017
- Afrikai nemzetek kupája bronzérmes: 2022

## Fordítás
- Ez a szócikk részben vagy egészben  a   Clinton N'Jie című angol Wikipédia-szócikk fordításán alapul.  Az eredeti cikk szerkesztőit annak laptörténete sorolja fel. Ez a jelzés csupán a megfogalmazás eredetét és a szerzői jogokat jelzi, nem szolgál a cikkben szereplő információk forrásmegjelöléseként.

## További információ(k)

#### Közösségi platformok
- Clinton N’Jie az Instagramon

#### Egyéb weboldalak
- Clinton N'Jie adatlapja a National-football-teams oldalán (angolul)
- Clinton N'Jie adatlapja a Transfermarkt oldalán (angolul)
- Clinton N'Jie adatlapja a Török labdarúgó-szövetség oldalán (angolul)
- Clinton N’Jie adatlapja a Soccerway oldalon (angolul)
- Clinton N’Jie az L’Équipe labdarúgásról szóló oldalán (franciául)
- Clinton N'Jie Francia bajnoki statisztikák az LFP.fr oldalán (franciául)